# Eumacronota ludekingi
Eumacronota ludekingi är en skalbaggsart som beskrevs av Snellen Van Vollenhoven 1864. Eumacronota ludekingi ingår i släktet Eumacronota och familjen Cetoniidae. Inga underarter finns listade i Catalogue of Life.